# Edmond Hoxha
Edmond Hoxha – albański bokser, brązowy medalista Igrzysk Śródziemnomorskich 1997 w Bari, w kategorii półciężkiej.